# Oberzell (Hitzhofen)
Oberzell ist ein Gemeindeteil der Gemeinde Hitzhofen im oberbayerischen Landkreis Eichstätt.

## Lage
Das Dorf Oberzell liegt auf der Hochfläche der südlichen Frankenalb nordwestlich des Gemeindesitzes Hitzhofen, mit dem es zusammengewachsen ist. Der Ortsteil ist zu erreichen von Hitzhofen über die Oberzeller Straße.

## Namensdeutung
Oberzell ist einer von 27 „zell“-Orten im Bistum Eichstätt und demnach wohl eine kirchliche Gründung. Nach anderer Auffassung bezeichnet Ober-„Zell“ jedoch so viel wie ein höher gelegenes Feld-/Flurteil; Niederzell bei Hitzhofen ist abgegangen.

## Geschichte
In der Waldabteilung Reitschaft wurden Hügelgräber aus der jüngeren Hallstattzeit gefunden.
Oberzell dürfte im 11. Jahrhundert von der Kirche von Eichstätt gegründet worden sein. Gegen Ende des Alten Reiches, 1801, bestand der Weiler Oberzell aus 18 oder 19 Untertanen. Hoch- und niedergerichtlich gehörte das Dorf zum Landvogteiamt Eichstätt. Grundbesitzer waren das Hofkastenamt Eichstätt (1 Hof, 3 Köblergüter, 5 Leerhäuser), der Stadtkasten Eichstätt (4 Köblergüter, 2 Seldengüter) und die Kirche von Hitzhofen (3 Köblergüter, Hirtenhaus).
Im Zuge der Säkularisation von 1802/03 kam Oberzell mit dem Landvogtamt Eichstätt an den Großherzog Erzherzog Ferdinand III. von Salzburg-Toskana und 1806 an das Königreich Bayern. Hier verlor es seine Selbständigkeit, indem es 1806 mit der zugehörenden Einöde Mühltal dem Steuerdistrikt Hitzhofen einverleibt wurde. Das zweite Gemeindeedikt von 1818 brachte wieder die gemeindliche Selbständigkeit. 1818/19 gehörte Oberzell zum Landgericht und Rentamt Ingolstadt, dann zum Leuchtenbergischen Stadt- und Herrschaftsgericht Eichstätt. 1832, am Ende des Leuchtenbergischen Fürstentums Eichstätt und dessen Rückfall an Bayern, ist von 70 Einwohnern in den 19 Höfen Oberzells die Rede. 1862 wurde Oberzell mit den Gemeinden Hitzhofen und Lippertshofen vom Landgericht Eichstätt abgetrennt und dem Landgericht Kipfenberg zugeteilt. 1861 wohnten in den damals 56 Gebäuden des Dorfes 151 Personen.
1950 bestand Oberzell aus 32 Wohngebäuden mit 203 Einwohnern, 1961 aus 50 Wohngebäuden mit 232 Einwohnern; im Wohngebäude der Einöde Mühltal wohnten 1950 neunzehn, 1961 sechs Personen.
Am 1. Januar 1971 wurde Oberzell ein Gemeindeteil von Hitzhofen im Landkreis Eichstätt, der vom Regierungsbezirk Mittelfranken in den Regierungsbezirk Oberbayern wechselte. 1984 bestand der landwirtschaftlich orientierte Gemeindeteil aus sechs Vollerwerbs- und neun Nebenerwerbsbetrieben sowie einem Gasthaus. Die Einwohnerzahl betrug mit den Pendlern hauptsächlich ins nahe Ingolstadt insgesamt 391.